# Tristachya
Tristachya is een geslacht uit de grassenfamilie (Poaceae). De soorten van dit geslacht komen voor in Afrika, Noord- en Zuid-Amerika.

## Soorten
- Tristachya angustifolia Hitchc.
- Tristachya auronitens J.Duvign.
- Tristachya avenacea (J.Presl) Scribn. & Merr.
- Tristachya bequaertii De Wild.
- Tristachya betsileensis A.Camus
- Tristachya bicrinita (J.B.Phipps) Clayton
- Tristachya biseriata Stapf
- Tristachya contrerasii R.Guzmán
- Tristachya hubbardiana Conert
- Tristachya huillensis Rendle
- Tristachya humbertii A.Camus
- Tristachya laxa Scribn. & Merr.
- Tristachya leiostachya Nees
- Tristachya leucothrix Trin. ex Nees
- Tristachya lualabaensis (De Wild.) J.B.Phipps
- Tristachya nodiglumis K.Schum.
- Tristachya papilosa R.Guzmán
- Tristachya pedicellata Stent
- Tristachya rehmannii Hack.
- Tristachya superba (De Not.) Schweinf. & Asch.
- Tristachya thollonii Franch.
- Tristachya viridiaristata (J.B.Phipps) Clayton